# Kaspar von Breitenlandenberg
Kaspar von Breitenlandenberg († 24. April 1463 in Konstanz) war von 1442 bis 1463 Fürstabt von St. Gallen. Er entstammte einer Thurgauer Adelsfamilie, sein Vater war Rudolf V. von Breitenlandenberg (→Herren von Landenberg).
Von Breitenlandenberg war 1439 ins Kloster Reichenau eingetreten, hatte dort die Profess abgelegt und war dann zum Studium der kanonischen Rechte nach Bologna gezogen. Papst Eugen IV. ernannte ihn nach seiner Rückkehr am 18. Juni 1442 zum Abt von St. Gallen. Die Bischofsweihe empfing er am 24. September desselben Jahres. Er galt als sehr gebildeter Mann und war unter dem Adel hoch angesehen. So wurde er zu einem Präsidenten des Provinzkapitels des Benediktinerordens in Mainz und Bamberg. Später hatte er das Amt des Schatzmeisters des Kapitels inne.
Die Stadt St. Gallen, deren Lehnsherr er war, verweigerte ihm jedoch die Huldigung, da er alte Besitzansprüche geltend machen wollte, die ihm die Bürger jedoch nicht mehr gewähren wollten. Kaiser Friedrich III., die Eidgenossen und verschiedene Adlige wurden im darauffolgenden langwierigen Streit um die Unabhängigkeitsrechte der Stadt abwechselnd von beiden Parteien angerufen. Am 17. August des Jahres 1451 schloss der Abt ein ewiges Landrecht mit den eidgenössischen Städten Zürich, Luzern, Schwyz und Glarus. Der Rechtsstreit wurde jedoch erst 1457 durch Vermittlung von Bern beigelegt. Der Abt sollte die meisten seiner Rechte behalten können, die Stadt konnte ihm diese jedoch abkaufen. Am 14. Mai 1457 zahlte die Stadt die Summe von 7000 Gulden und war damit zur freien Reichsstadt geworden. Für Kaspar von Breitenlandenberg war damit allerdings noch nicht alles ausgestanden. Schon seit Längerem warfen ihm die Mönche des Klosters Misswirtschaft und Paktieren mit der Gegenpartei vor. Seine Meinung über die Rechte der Stadt hatten sich im Laufe der Verhandlungen immer weiter zu deren Gunsten verschoben, sodass er ihr zuletzt die gesamten Hoheitsrechte des Klosters für nur 1000 Gulden überlassen wollte, was der Konvent jedoch verhindern konnte. Im November 1457 wurde dem Abt die Verwaltung des Klosters definitiv entzogen, die Finanzverwaltung hatte schon seit längerer Zeit sein späterer Nachfolger Ulrich Rösch inne.
Seine letzten Lebensjahre verbrachte er mehrheitlich auf Reichenau oder in Konstanz. Er starb am 24. April 1463 in Konstanz, wurde jedoch in St. Gallen begraben. Während seiner Amtszeit zählte der Konvent mehr Mitglieder als im gesamten vorangegangenen Jahrhundert zusammen.